# フェールベリンの戦い (1758年)
フェールベリンの戦い（フェールベリンのたたかい、英語: Battle of Fehrbellin）は七年戦争中の1758年9月28日、プロイセン軍とスウェーデン軍がフェールベリンで戦った戦闘。

## 経過
カール・ハインリヒ・フォン・ヴェーデル率いるプロイセン軍はスウェーデン軍のブランデンブルクへの攻勢を止めようとしてフェールベリンへ進軍しており、スウェーデンの守備軍は町にある3つの門で砲台を築いた。
まずプロイセン軍が到着して西のMühlenthor門から攻め入り、少数のスウェーデン軍を蹴散らしたが、スウェーデン軍の増援が到着する前に橋を燃やすことができなかったプロイセン軍は撤退せざるをえなかった。
スウェーデン軍は士官23人と兵士322人を失った。プロイセン軍の損害は甚大で、死傷者を載せるのにワゴンが15台必要だったという。